# 御釜 (蔵王連峰)
御釜（おかま）は、宮城県刈田郡蔵王町と同県柴田郡川崎町の境界付近（境界未定地域）にある火口湖で、五色沼（ごしきぬま）とも呼ばれる。蔵王連峰の中央部の最も標高の高いエリアにあり、しばしば蔵王連峰の象徴として見られている。宮城県と山形県の県境から至近であり、宮城県のみならず山形県の名所としても紹介される。
御釜は、外輪山と、爆裂火口によってえぐられた中央火口丘とによってその周囲をぐるりと囲まれている。これを水を入れた釜に例えることが出来る。また、御釜の湖水の水温は火山活動によって度々上昇している。御釜という名称のはっきりした由来は不明だが、このような周囲の地形、あるいは火山活動による水温の変化で語られることがある。

## 地形

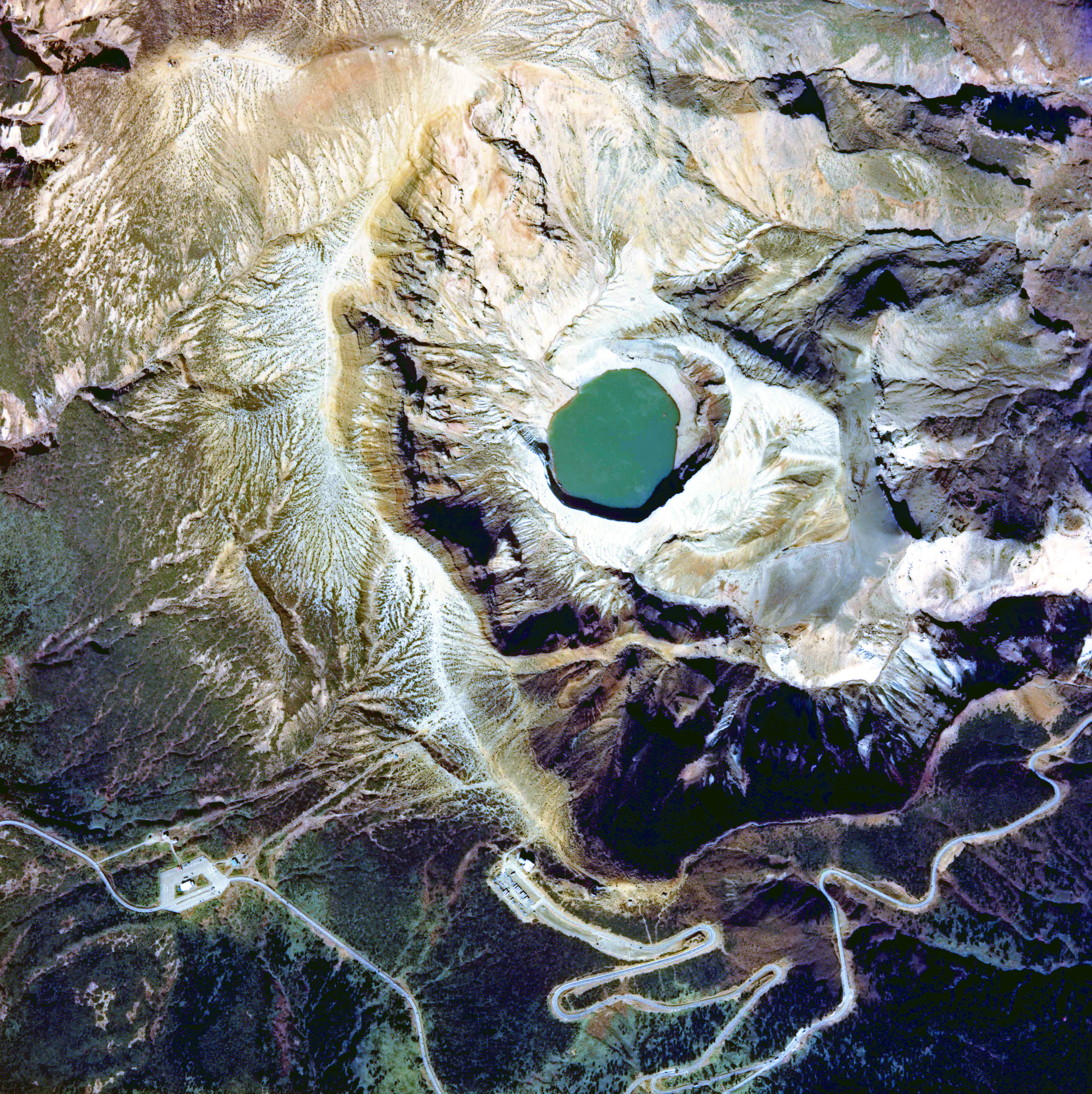
写真中央に御釜（五色沼）があり、その東側に五色岳がある。これらを東側が開いたC形の外輪山が囲む。
1976年度（昭和51年度）撮影の。

御釜（五色沼）周辺の3D画像

御釜のあるエリアはカルデラであるが、その外輪山の東側は崩壊している。外輪山の尾根をたどると北側が「ロバの耳岩」（北緯38度8分32.7秒 東経140度27分17.4秒 / 北緯38.142417度 東経140.454833度）辺りから西側の「馬の背」（北緯38度8分17.3秒 東経140度26分33.6秒 / 北緯38.138139度 東経140.442667度）を経て南側の「刈田岳」（標高1758メートル。北緯38度7分40.4秒 東経140度26分53秒）に至るラテン文字の「C」、あるいは、馬蹄形になっている。この外輪山の内側に標高1674メートルの「五色岳」（北緯38度8分13.7秒 東経140度27分8.7秒 / 北緯38.137139度 東経140.452417度）という中央火口丘（後カルデラ火砕丘）があり、この西側中腹に直径約400メートルの爆裂火口がある。この火口の底に水が溜まってできた火口湖が「御釜」である。
蔵王の火山活動は、約100万年前から始まったとする説があるが、少なくとも70万年前には始まっていたと考えられている。約3万年前には山体崩壊が発生してカルデラが形成された。その後、約3000年前から2000年前頃の活動で外輪山の東側が崩壊し、現在のような東側に開いたC形あるいは馬蹄形の形となった。約2000年前からは外輪山の内側での活動により中央火口丘である五色岳が形成された。当初の火口は、現在の五色岳の最高部の南側、現在の御釜の中心から見て南東方向にある窪地である（北緯38度8分4.2秒 東経140度27分8.1秒 / 北緯38.134500度 東経140.452250度）。

## 火口湖
1968年（昭和43年）時点の調査によると、火口湖としての御釜の湖岸線の長さは1080メートル、東西直径325メートル、南北直径325メートル、最大水深27.6メートル、平均水深17.8メートルである。御釜の最大水深についての最古の記録として、1908年（明治41年）に約50メートルだったというものがあり、その後、1927年（昭和2年）に60メートル、1931年（昭和6年）に43メートル、1937年（昭和12年）に35メートルと記録され、火山活動のあった1939年（昭和14年）には63メートルと再び深くなった。火山活動が完全になくなった場合、御釜は完全に埋もれてしまう可能性があると推測されている。また、水質はpH3.5の強酸性であり、生物は一切生息していない。
7月頃までは溶けた残雪が御釜に流れ込むが、それ以外は、降雨を除いて、御釜への水の流入はない。融雪期や大雨の際にだけできる、五色川と呼ばれる水の流れがあり、それによって形成された三角州が湖畔に存在する。また、一見すると、御釜から流れ出る川は見られないが、御釜の湖水は水面下で濁川（宮城県）へ徐々に流出していると考えられている。濁川は東に流れ、遠刈田温泉の手前で澄川と合流して松川と名を変え、さらに白石川、阿武隈川を経て太平洋に注ぐ。激しい噴火活動があると、この川に沿って泥流が流れる傾向がある。雪解けの季節や豪雨の後の御釜の水位は水の流入で高くなり、逆に、冬季は流れ込む水がなくなるので水位が低下する。
御釜の水の色は、火山活動の有無で変化する。火山活動がない時期は、澄んだ瑠璃色である。火山活動があると、湖底の沈殿物が舞い上がって攪拌されるので湖水が白っぽく濁る。また、酸性度の変化により湖水の鉄分が酸化し、これが分離して水が赤みを帯びる。また条件によっては水中で化学反応が起き、硫化鉄が生成され水が黒っぽく見えるようにもなる。このような様々の条件によって御釜の色彩は微妙に変化する。水の透明度については、火山活動休止期の1928年（昭和3年）に5.7メートル、火山活動があった1939年（昭和14年）に1.5メートル、さらにその後0.9メートルと記録されている。
蔵王は1918年（大正7年）に噴火し、その際、御釜に噴気が発生した。その後、噴火には至っていないが、1939年（昭和14年）頃に御釜の水温の上昇が見られた。現在も湖底に何箇所かの気孔が存在し、火山ガスの継続した噴出が続いている。
御釜の研究史においては、明治時代の噴火について巨智部忠承が、大正時代の火山活動について大森房吉や日下部四郎太が調査していた。昭和の初めには旧制山形高等学校の安斎徹が御釜の研究を継承し、御釜の湖面にボートを浮かべて調査を続けた。これについては、罰当たりなことと恐れをなす人もいたという話が残っている。またこの当時、観測には徒歩やスキーによる登山とテントによる長期滞在が必要で、多大な苦労があったという。後に調査の拠点としてスキー小屋や観測小屋が建てられた。安斎の観測は冬季を含めて20年以上行われ、研究成果が後世に残された。

## ギャラリー

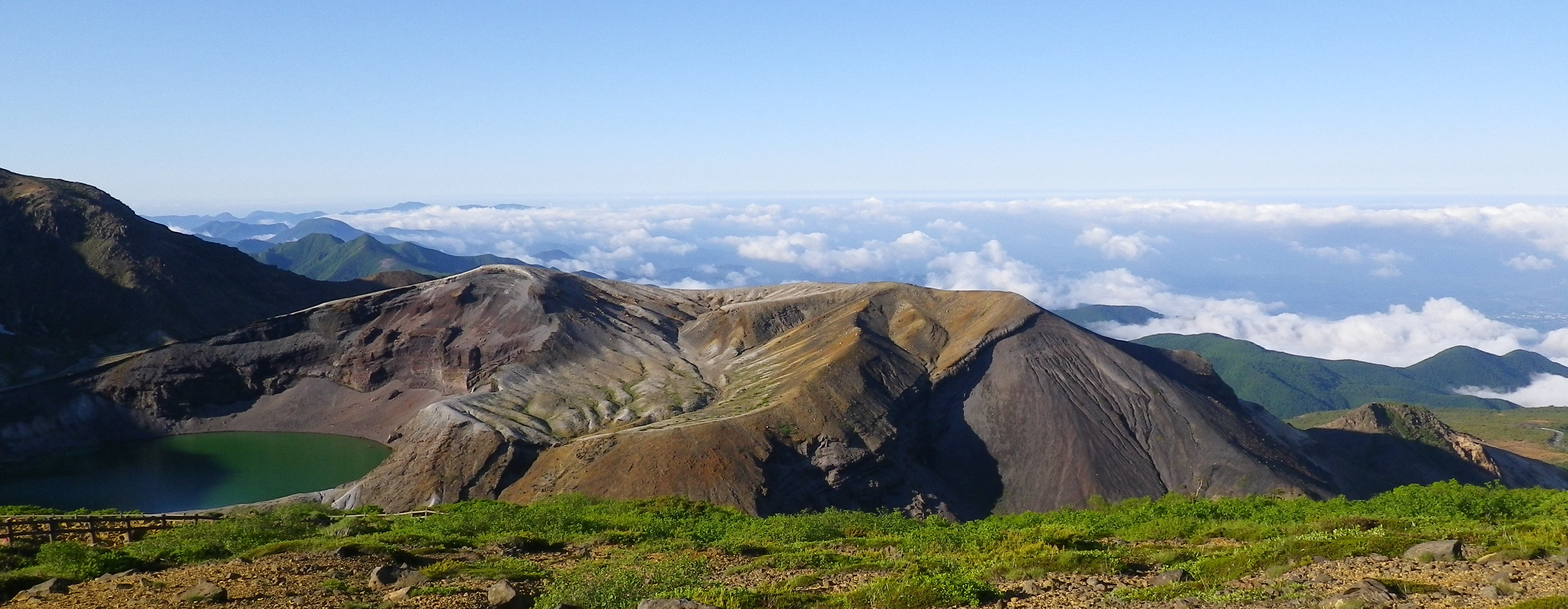
南側の刈田岳から外輪山が崩壊している北東方向に向けて撮影した蔵王カルデラ。中央の窪地が旧火口、その左側の峰が中央火口丘の五色岳、その左側に火口湖の五色沼（御釜）がある。（2012年6月）

|                                                           |                                                               |                                                                                             |
| 北側の馬の背から撮影。正面は外輪山の刈田岳。（2006年9月） | 西側の馬の背から撮影。正面は中央火口丘の五色岳。（2009年8月） | 南側の刈田岳から撮影。左の尾根は外輪山の馬の背、右の尾根は中央火口丘の五色岳。（2005年4月） |

## 交通
御釜へは、宮城、山形両県から向かうことができ、蔵王エコーライン（宮城県道・山形県道12号白石上山線）を利用する。ただし、蔵王エコーラインは冬期間通行止め（11月上旬～4月下旬頃）となるため、冬季の御釜へ向かう場合には冬山登山以外でのアクセスは不可能である。

### 自動車
蔵王御釜のアクセスは、蔵王エコーライン頂点付近から分岐する蔵王ハイラインに入り、終点の駐車場を利用する。駐車場から遊歩道を歩き、御釜を見下ろせる刈田岳頂上や馬の背に向かうことができる。この駐車場のすぐ近くには宮城県営の蔵王山頂レストハウス（北緯38度7分41.8秒 東経140度26分46秒 / 北緯38.128278度 東経140.44611度）がある。
また、蔵王エコーライン沿いにある蔵王高原刈田駐車場（北緯38度7分40.4秒 東経140度26分13.7秒 / 北緯38.127889度 東経140.437139度）から、ヤマコーリゾートが運営する刈田リフト、もしくは登山道で御釜を眺められる馬の背の稜線上に出ることもできる。
蔵王エコーラインに向かうには、宮城県側からは東北自動車道の「白石IC」か「村田IC」、または山形自動車道の「宮城川崎IC」で降りて遠刈田温泉方面に進み、蔵王エコーラインに入る。
山形県側からは東北中央自動車道の「山形上山IC」「かみのやま温泉IC」が最寄りのインターチェンジとなり、上山市蔵王の森（でん六蔵王の森工場付近）から蔵王エコーラインに入る。山形上山ICから蔵王御釜までは車で約45分（約30km）。

### バス
宮城県側からは白石蔵王駅発着の1日2便のバス（ただし土日祝日のみ運行）があり所要時間は1時間42分である。
山形県側からは山形駅発着の1日1便（往復）のバスがあり、所要時間は1時間36分である（Z90・Z91路線）。ただし、冬期間は運行していない。
また、山形県上山市側から無料のシャトルバス「グリーンエコー号」が1日2往復運行されており、かみのやま温泉駅から刈田駐車場までの所要時間は1時間00分である。刈田駐車場から刈田リフトを利用して御釜に向かう。

## 主な事件・事故
- 1918年（大正7年） - 蔵王遭難事故
- 1962年（昭和37年） - 蔵王県境裁判（1984年確定）
- 2022年（令和4年）4月24日 - 御釜の斜面でスキーをしていた男性が凍結していた湖の上に踏み入ったところ、氷が割れて転落、死亡した。御釜周辺は立ち入りが制限されている[14]。